# Enfer du Chablais
L'Enfer du Chablais est une course cycliste suisse disputée autour de Montreux, dans le canton de Vaud. Elle est créée en 2015
Cette course inscrite dans le calendrier national comprend plusieurs épreuves, pour chaque catégorie.

## Palmarès

### Hommes
| Année     | Vainqueur         | Deuxième          | Troisième      |
| --------- | ----------------- | ----------------- | -------------- |
| 2015      | Lars Schnyder     | Adrien Chenaux    | Ralph Näf      |
| 2016      | Gabriel Chavanne  | Gabriele Campello | Théry Schir    |
| 2017      | Simon Pellaud     | Stefan Bissegger  | Barnabás Peák  |
| 2018      | Jan-André Freuler | Timo Güller       | Jonathan Russo |
| 2019      | Tristan Marguet   | Claudio Imhof     | Simon Pellaud  |
| 2020-2022 | non-disputé       | non-disputé       | non-disputé    |
| 2023      | Melvin Schmid     | Nicolas Conod     | Damien Fortis  |

### Femmes
| Année     | Vainqueur          | Deuxième          | Troisième        |
| --------- | ------------------ | ----------------- | ---------------- |
| 2016      | Nicole Hanselmann  | Na Ah-Reum        | Michelle Andres  |
| 2017      | Katia Ragusa       | Kylie Waterreus   | Brenda Santoyo   |
| 2018      | Maria Novolodskaya | Paula Patiño      | Silvia Perrenoud |
| 2019      | Marcia Eicher      | Nicole Hanselmann | Vera Adrian      |
| 2020-2022 | non-disputé        | non-disputé       | non-disputé      |
| 2023      | Eva David          |                   |                  |

### Juniors Hommes
| Année     | Vainqueur        | Deuxième           | Troisième      |
| --------- | ---------------- | ------------------ | -------------- |
| 2015      | Dušan Rajović    | Reto Müller        | Mario Spengler |
| 2016      | Robin Froidevaux | Antoine Aebi       | Marc Hirschi   |
| 2017      | Riccardo Moro    | Iván Ruiz          | Scott Quincey  |
| 2018      | Loris Rouiller   | Ruben Eggenberg    | Nicolò De Lisi |
| 2019      | Damien Fortis    | Henry Lawton       | Jakob Khlare   |
| 2020-2022 | non-disputé      | non-disputé        | non-disputé    |
| 2023      | Marc José        | Guillaume Stettler | Hugo Pittet    |